# 宇宙大作戦チョコベーダー
宇宙大作戦チョコベーダー（うちゅうだいさくせんチョコベーダー）は、トミーから発売されていた食玩シリーズ。
企画・プロデュースはビルドアップ。

## 概要
実際に目撃された（とされている）UFOや宇宙人をデフォルメタッチのフィギュアにしたというシリーズ。惑星を模ったチョコレートの中にフィギュアとミニカタログ入りのカプセルが入っているというもので、パッケージは立方体の紙製。定価は150円（税抜き）であった。カプセルはUFOフィギュアのスタンドとしても利用できる。
宇宙人フィギュアは中澤博之が原型を担当。UFOフィギュアは山口隆が原型監修を手掛けている。
第4弾まで発売されており、各弾は「第○シーズン」と呼称されていた。全シーズンともブラインド式のパッケージで、UFO・宇宙人とも12種類ずつラインナップされた。またそれとは別に、シークレットアイテムも存在。
さらに食玩展開に合わせて、3種類のゲームも世に出ている。また、5分枠のテレビアニメも放送された。

## 各シーズン概要

### 第1シーズン
2001年10月発売。
- 01 - ウンモ星人（ウンモ型UFO）
- 02 - 金髪美女タイプ（ベル型UFO）
- 03 - グレイタイプ（円盤型UFO）
- 04 - メロン頭の宇宙人（キャノピー付きUFO）
- 05 - 昆虫型宇宙人（レンズ型UFO）
- 06 - 人食いエンティティ（ウス型UFO）
- 07 - オリーブ畑の宇宙ロボット（葉巻型UFO）
- 08 - 全身スーツの宇宙人（ドーナツ型UFO）
- 09 - 双子ヒューマノイド（エッグ型UFO）
- 10 - アメーバー・タイプ（円筒型UFO）
- 11 - 3本腕の異星人（土星型UFO）
- 12 - 美青年型エイリアン（五角形UFO）
- SP - キャトルミューティレーションされた牛（ミイラ牛）

### 第2シーズン
2002年2月発売。
- 13 - 3メートルの宇宙人（バーガー型UFO）
- 14 - ストックボールの異星人（ヘルメット型UFO）
- 15 - 宇宙ビースト（ガイコツ型UFO）
- 16 - インパネスのエイリアン（円錐型UFO）
- 17 - 捕らえられた宇宙人（皿型UFO）
- 18 - 掃除機をもった怪人（そろばん型UFO）
- 19 - 10本足の宇宙生物（カイロ型UFO）
- 20 - 妖精型ヒューマノイド（クリ型UFO）
- 21 - ナメクジ型エイリアン（キノコ型UFO）
- 22 - ドーム・タイプ（半球型UFO）
- 23 - 電球頭の宇宙人（二階建てUFO）
- 24 - 宇宙サイボーグマン（装甲型UFO）
- SP - 絶叫の実験台

### 第3シーズン
- 25 - 火星人（ソンブレロ型UFO）
- 26 - ゴド星人（ブーメラン型UFO）
- 27 - バキューム・ロボ（灰皿型UFO）
- 28 - スプリング・タイプ（鏡餅型UFO）
- 29 - 超友好型宇宙人（つぼ型UFO）
- 30 - 両生類タイプ（提灯型UFO）
- 31 - ドルザス（岩石型UFO）
- 32 - 宇宙デビルガール（星型UFO）
- 33 - ポプキンスビルモンスター（多窓型UFO）
- 34 - 脳みそタイプ（段々型UFO）
- 35 - チェンニーナの2人組（浮き型UFO）
- 36 - ラージグレイ（双胴型UFO）
- SP - ロズウェル事件

### 第4シーズン
2002年12月発売。
- 37 - 遮光型ロボット（球型UFO）
- 38 - モスマン（三角型UFO）
- 39 - ひとでタイプ（ナベ型UFO）
- 40 - 第7惑星の女（エイ型UFO）
- 41 - トカゲ・タイプ（紡錘型UFO）
- 42 - エルゲー・タイプ（四脚型UFO）
- 43 - タコクラゲ（コマ型UFO）
- 44 - 冥王星人（ひし型UFO）
- 45 - プラント・タイプ（フットボール型UFO）
- 46 - ゴム星人（レモン型UFO）
- 47 - 人造型宇宙人（バイオ・プラント）
- 48 - 大目玉の宇宙人（二脚型UFO）
- SP - 黒いスーツの男たち

## 宇宙大作戦チョコベーダー コレクションBOOK
2002年2月、小学館から発売された食玩シリーズの公式ガイドブック。定価は1200円。限定フィギュア「火星人レッドバージョン」が付属している。

## ゲーム
いずれもナムコから世に出た。3作とも、システム的に連動している。
人類誘拐計画アブダクション
ゲーム第1弾。インターネットゲームで、宇宙人を操り、他の惑星の住人をさらって、自分の惑星を育てるという内容。他のプレイヤーとランキングを競うこともできた。
宇宙大作戦チョコベーダー CONTACTEE（-コンタクティー）
ゲーム第2弾。アーケードゲームで、24種類の脱力系ミニゲームをプレイできる。
宇宙大作戦チョコベーダー ウチュウからの侵略者
第3弾。2002年12月20日に発売されたゲームボーイアドバンス用ソフト。定価は4800円。ジャンルはRPG。

## テレビアニメ
2002年10月から2003年4月まで毎週土曜日、12時55分から13時00分にフジテレビで放送されていたFLASHアニメで、タイトルは食玩と同じ。第0話から第26話まで放送された。ナレーターは矢島正明。
| フジテレビ 土曜12:55 - 13:00枠 | フジテレビ 土曜12:55 - 13:00枠 | フジテレビ 土曜12:55 - 13:00枠 |
| 前番組                         | 番組名                         | 次番組                         |
| ------------------------------ | ------------------------------ | ------------------------------ |
| きっかけはラフくん             | 宇宙大作戦 チョコベーダー      | えんぶるTV                     |